# Champfleury (Marne)
Champfleury ist eine französische Gemeinde mit 603 Einwohnern (Stand: 1. Januar 2022) im Département Marne in der Region Grand Est. Sie gehört zum Arrondissement Reims und zum Kanton Reims-4. Die Einwohner werden Campofloridiens genannt.

## Geographie
Champfleury liegt etwa sieben Kilometer südsüdwestlich von Reims. Umgeben wird Champfleury von den Nachbargemeinden Reims im Norden, Trois-Puits im Nordosten, Montbré im Osten, Villers-Allerand im Süden sowie Villers-aux-Nœuds im Westen.

## Bevölkerungsentwicklung
| Jahr                       | 1962 | 1968 | 1975 | 1982 | 1990 | 1999 | 2006 | 2018 |
| Einwohner                  | 180  | 178  | 305  | 438  | 453  | 454  | 515  | 561  |
| Quellen: Cassini und INSEE |      |      |      |      |      |      |      |      |

## Sehenswürdigkeiten

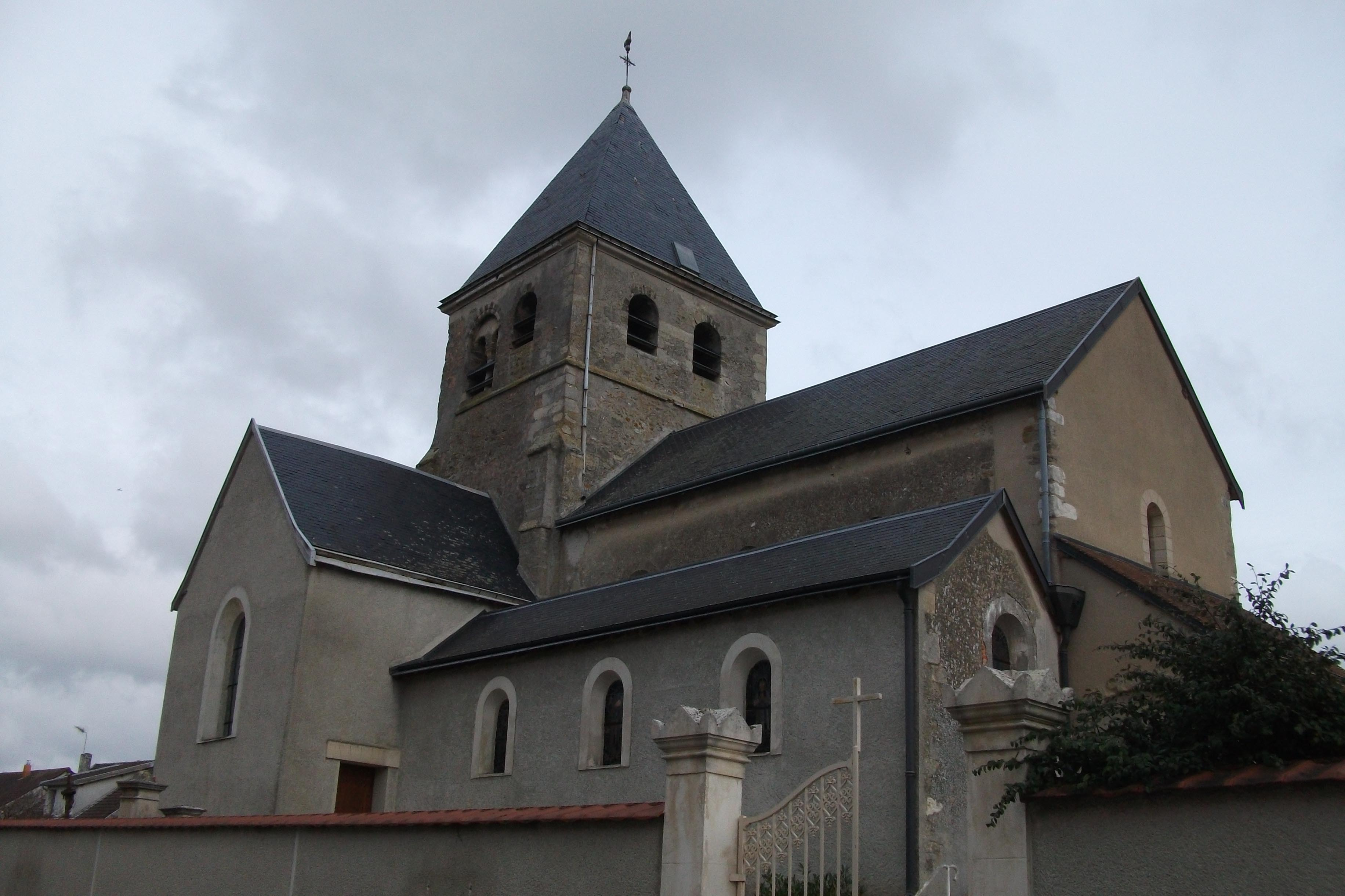
Kirche Saint-Jean-Baptiste

- Kirche Saint-Jean-Baptiste